# Ctirad Musil
Ctirad Musil (* 12. května 1978) je moravský lékař a politik, od února 2021 předseda politické strany Moravané.

## Život a politické působení
Narodil se v roce 1978. V mládí vystudoval obor všeobecné lékařství na Lékařské fakultě Univerzity Palackého a také obor analytická chemie na Přírodovědecké fakultě Univerzity Palackého. Od roku 2011 je šéfredaktorem časopisu Komunistického svazu mládeže Mladá pravda.
Vystupoval na takzvaném „Antikapitalistickém kempu“ krajní levice. V roce 2018 vystupoval na besedě organizované KSČM a Česko-ruskou společností v Ostravě o Donbasu jako člen výboru Společnosti přátel Doněcké lidové republiky a Luhanské lidové republiky.
V roce 2021 se stal předsedou politické strany Moravané.
Do roku 2021 pracoval jako primář na oddělení klinické biochemie a hematologie v nemocnici v Hranicích. Na začátku roku 2021 však byl z funkce odvolán poté, co na svém kanálu na platformě YouTube a dalších sociálních sítích zlehčoval dopady pandemie covidu-19 v Česku. V nemocnici nicméně i nadále zůstal pracovat jako lékař. K roku 2024 pracoval také na poliklinice SPEA v Olomouci.
Je zastáncem posílení autonomie Moravy, dle svých slov například podporuje užívání moravštiny. Žije v Dolních Nětčicích.
Publikoval na YouTube jako Moravský Troll.
V komunálních volbách v letech 2014, 2018 a 2022 kandidoval do zastupitelstva své domovské obce Dolní Nětčice. Zvolen v žádných z těchto voleb nebyl, stal se však nejdříve dvakrát druhým a posléze v roce 2022 prvním náhradníkem.
V krajských volbách v roce 2020 kandidoval jako nestraník na 7. místě kandidátní listiny zvané Moravané, pro zachování Moravy se při sčítání lidu 2021 opět přihlasme k moravské národnosti. Zvolen však nebyl, neboť uskupení získalo pouze 0,75 % hlasů a nezískalo žádný mandát v zastupitelstvu kraje.
Ve sněmovních volbách v roce 2021 kandidoval jako lídr kandidátní listiny Moravanů v Olomouckém kraji, ale nebyl zvolen, neboť uskupení obdrželo pouze 0,26 % hlasů, a žádný mandát v Poslanecké sněmovně tak nezískalo.
V senátních volbách v roce 2022 kandidoval v senátním obvodu č. 61. Se ziskem 954 hlasů (tj. 2,23 %) skončil v prvním kole voleb na posledním osmém místě, a do druhého kola tak nepostoupil.
V volbách do Evropského parlamentu v roce 2024 kandidoval jako lídr kandidátní listiny koalice PRO vystoupení z EU složené z uskupení Moravané a SPR-RSČMS. Uskupení však získalo pouze 0,13 % hlasů a žádný mandát v Evropském parlamentu nezískalo. V krajských volbách v roce 2024 kandidoval jako lídr kandidátní listiny Moravanů v Olomouckém kraji. Jím vedená kandidátní listina však získala pouze 0,72 % hlasů a žádný mandát v krajském zastupitelstvu se jí získat nepodařilo.
Ve volbách do Poslanecké sněmovny PČR v roce 2025 kandiduje z pozice člena strany Moravané na 3. místě kandidátky uskupení Stačilo! v Olomouckém kraji.